# Среднофранкско кралство
Среднофранкското кралство (на латински: Francia media, Lotharii Regnum) е средната част на Франкската империя, която чрез Вердюнския договор на 10 август 843 г. е разделена на три части и е управлявана от император Лотар I.
Тази територия от царството остава за Лотар като най-голям син на умрелия през 840 г. император Лудвиг Благочестиви след загубената борба за власт против неговия брат Лудвиг II Немски и неговия полубрат Карл II Плешиви.
Среднофранкското кралство обхваща земите от Северно море до Средиземно море, от Фризия през Нидерландия, Аахен, Рейнланд, Бургундия, Прованс и Горна Италия до императорския град Рим в Италия.
Лотар разделя царството си през септември 855 г. в Разделянето от Прюм между своите три сина Лотар II, Карл и Лудвиг II на: Кралство Лотарингия (Фризия, Нидерландия и Райнланд) на север, Бургундия и Прованс в югозапад и Италия в югоизток.